# Raio de Luar
Raio de Luar é um bloco de enredo de Nova Friburgo, situado no bairro de Duas Pedras.
Possui 15 títulos do carnaval Friburguense: 1973, 1975, 1976, 1978, 1979, 1980, 1982, 1983, 1984, 2002, 2003, 2006, 2009, 2012 e 2013. É o bloco que possui mais títulos na cidade e também o que possui maior número de adeptos.
No ano de 2008 não desfilou e 2011 pois causa da tragédia de 2011 e 2021 causa do covid-19.

## Segmentos

### Presidentes
| Nome                 | Mandato | Ref.  |
| -------------------- | ------- | ----- |
| João Batista Marchon | -2016   | [ 1 ] |
| Rafael de Caxias     | 2017-   |       |
| Rafael de Caxias     | -2018   |       |
| João Batista Marchon | 2019-   |       |
| Diogo Pereira        | 2020    |       |

### Diretores
| Ano  | Diretor de Carnaval | Diretor geral de harmonia | Mestre de bateria                             | Ref.  |
| ---- | ------------------- | ------------------------- | --------------------------------------------- | ----- |
| 2016 | Rafael de Caxias    |                           | Marcos Vinícius, Rodrigo, Marlon e Vitor Hugo | [ 1 ] |
| 2017 |                     |                           | Juan Velasco                                  |       |
| 2018 |                     |                           | Juan Velasco                                  |       |
| 2019 |                     |                           | Juan Velasco                                  |       |
| 2020 |                     |                           | Leonardo Coutinho                             |       |

### Rainhas de bateria
| Período | Rainha                         | Madrinha | Musa | Ref.  |
| ------- | ------------------------------ | -------- | ---- | ----- |
| 2016    | Paloma Lantiman                | -        | -    | [ 1 ] |
| 2017    | Paloma Lantiman                |          |      |       |
| 2018    | Paloma Lantiman                |          |      |       |
| 2019    | Marianna Borrhas               |          |      |       |
| 2020    | Annie Viana e Marianna Borrhas |          |      |       |

## Carnavais
| Raio de Luar | Raio de Luar | Raio de Luar | Raio de Luar          | Raio de Luar | Raio de Luar |
| Ano          | Colocação    | Enredo | Carnavalesco          | Intérprete   | Ref          |
| ------------ | ------------ | --- | --------------------- | ------------ | ------------ |
| 2007         | 2.º lugar    | O Raio de Luar pede licença a Momo para contar a história de seu reinado: o carnaval                                 | Yanes Martinez        |              |              |
| 2009         | Campeã       | Uma expedição: Partiu... em busca do Eldorado no Brasil                                                              | Carlos Eduardo Barros |              |              |
| 2010         | 3.º lugar    | Salve São Jorge guerreiro, Ogum brasileiro                                                                           | Carlos Eduardo Barros |              |              |
| 2012         | Campeã       | Água: fonte de energia, combustível essencial a vida.                                                                | Alexandre Corguinha   |              |              |
| 2016         | 2 lugar      | Alimirante Negro: O heroi da Revolta da Chibata Compositores:Coreia, Rodrigo Makelelê e Alexandre das Sopas          | Lamoniê Ornellas      | Kaisso       | [ 1 ]        |
| 2017         |              | Me da licença vou chegando,muitas léguas caminhei! Abra o seu coração, receba meu pavilhão; que hoje é festa de Reis | Kadu Barros           | Kaisso       |              |